# 神州號NZJ2型柴油動車組
NZJ2型“神州号”柴油动车组是中国铁路的准高速柴油动车组车款之一，属于动力集中式，采用推拉式设计。

## 发展历史

### 研制
为了配合中国铁路大提速的发展战略、提高铁路客运的市场竞争力，戚墅堰机车车辆厂、南京浦镇车辆厂和上海铁路局于1999年成功研制了NZJ1型“新曙光”号准高速柴油动车组，同年10月起投入沪宁铁路、沪杭铁路营运，创造了不俗的经济效益。借鉴了上海铁路局的成功经验，北京铁路局通过对局管内铁路干线繁忙区段客运情况的分析，决定在北京和天津之间开行准高速柴油动车组。1999年末，北京铁路局与大連機車車輛廠、長春客車廠、四方机车车辆厂签订了列车的技术规范和购销合同，以自筹资金方式采购5组“二动十拖”双层柴油动车组，其中4组用于日常运用，其余1组动力车为后备。每组列车由2辆动力车、10辆双层客车拖车编组而成，其中动力车由大连厂研制，拖车分别由长客厂、四方厂研制，设计最高运行速度为180公里/小时。
2000年1月，大连厂、长客厂、四方厂分别开始机车车辆的施工设计。2000年7月28日，大连厂完成试制首两台动力车（0001A、0001B），并在工厂内与长春客车厂生产的首批10辆双层客车完成编组。经中华人民共和国铁道部批准，列车正式被定型为NZJ2型，其中“N”代表内燃动车组、“Z”代表直流电动机、“J”代表动力集中方式、“2”代表第二种型号；同时，列车并由北京铁路局冠名为“神州”号。

### 试验
2000年8月上旬，首列“神州”号列车完成厂内调试后，被送往中国铁道科学研究院北京环形铁道试验基地进行安全评估和综合性能试验。同年8月14日至20日，“神州”号列车在北京铁路局管内京山铁路黄村至杨村间进行了提速试验和动力学性能试验。
2001年至2002年间，在秦沈客运专线正式开通运营之前，中国铁道部与铁科院在秦沈客运专线先后组织了三次综合试验，以检验秦沈线的运行安全性和可靠性，并为京沪高速铁路以及时速300公里/小时高速列车的设计提供试验数据。2001年12月上旬，铁道部在秦沈客运专线山海关至绥中段组织进行第一次综合试验，采用了“神州”号柴油动车组作为试验车辆，试验编组为“二动四拖”，最高运行速度达到210.7公里/小时，期间并对线路路基、桥梁、无碴轨道和提速道岔等设备进行了相关测试。

### 运用

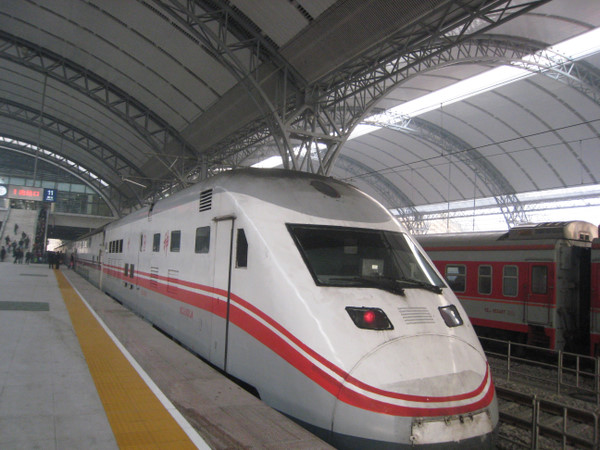
“神州号”于汉口站

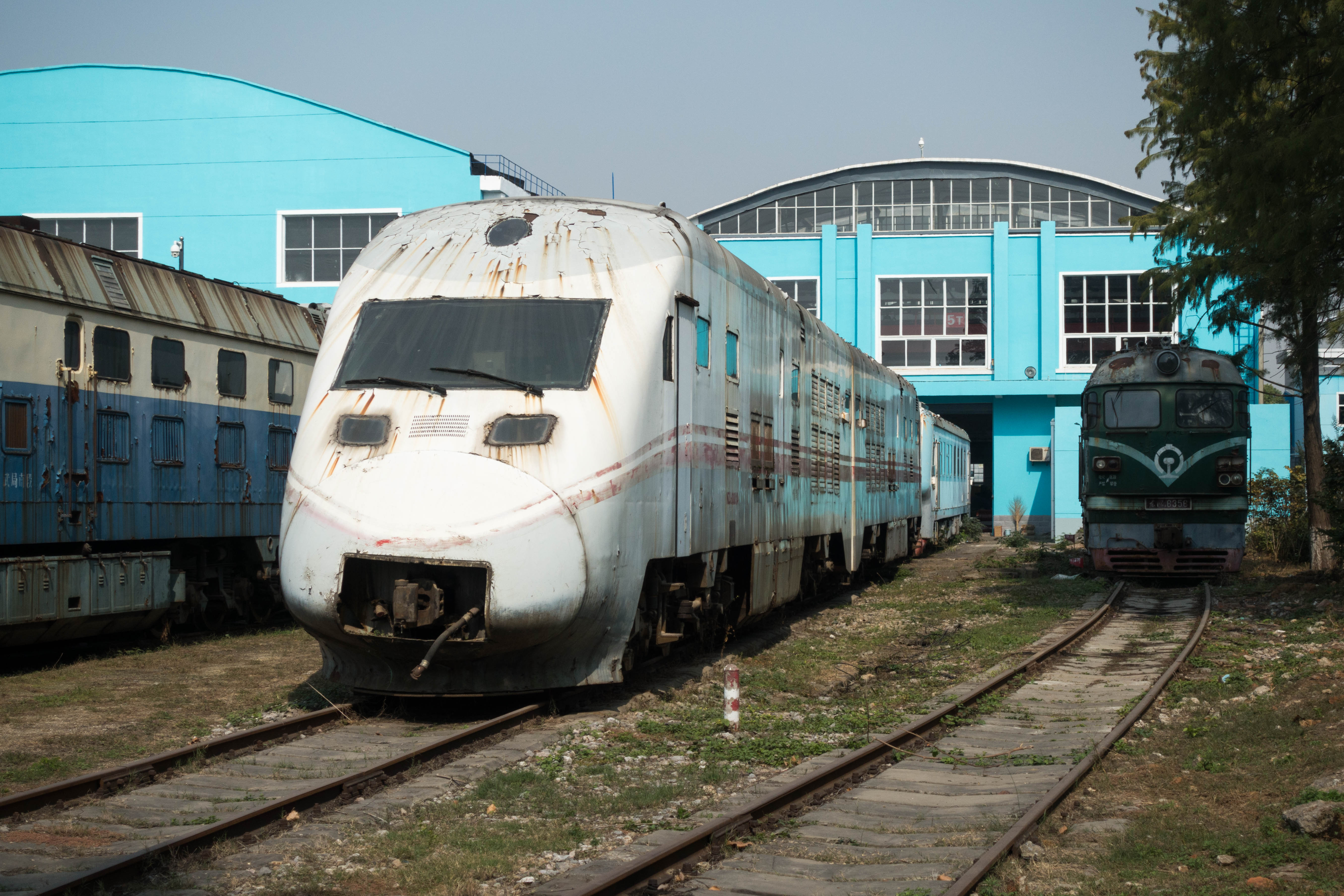
NZJ2神州号动车组被封存在武昌南机务段内

2000年10月18日，“神州”号准高速列车正式投入运营，担当來往北京與天津之間的京津城际特快列车，从而取代京津城际快速旅客列车原有的25B型双层客车，当日上午11时分别在北京、天津举行开行典礼，并从北京、天津站同时首发对开，票价为原来快速城际列车票价基础上加收5元，根据开行时间的不同，硬座票价为25～35元人民币，软座票价为35～45元人民币，但运行速度仍限制在140公里以内。2000年10月21日，中国铁路实施第三次大提速，京津之间每天开行12对“神州”号城际特快列车，车次为T531～T554，大多数车次运行时间均为79分钟（中途停靠天津北站）或74分钟（直达）。在2007年以前，“神州”号城际列车的运行时刻一直都没有太大变化。
2007年4月18日，中国铁路实施第六次大提速，京津城际列车逐步更换为CRH2A型和谐号动车组，部分原由神州号担当的城际列车停运。2007年4月至7月期间，因新的和谐号动车组运能不足，这段时间内仍然由神州号担当部分城际列车，包括北京西至天津北、泰达站的临时列车。至2007年7月24日起，随着和谐号动车组逐步实现重联运行，神州号全面退出京津城际特快。
2007年8月，五列神州号平均配属给柳州铁路局（后改称南宁铁路局）和武漢鐵路局，各局各獲分配5台机车和20节车厢，经车辆段检修后投入运营。2007年8月18日起，柳州铁路局开行由神州号担当的南寧－柳州的N725/6次，南宁－桂林N721/2次城际列车，机车和拖车分别配属于南宁机务段（宁局邕段）和南宁车辆段（宁局南段）。2007年8月20日起，武汉铁路局将武昌-南昌的T275/6次列车更换为神州号。目前武局的神州号运行的车次包括：T6784（黃石東—廣水）、T6783（广水—黄石东）、T6786/6787（黄石东—赤壁）、T6788次（赤壁—武昌）。
后来又在神州号的基础上，为兰州铁路局研制了"金輪號"内燃动车组。当神州号内燃动车组机破，可改用DF4D牵引。不过全列必须保留一个“神州号”机车，以便向车辆供电。
2013年4月11日，黄石东至赤壁的T6786/7次、赤壁至武昌的T6788次列车停运，“神州”号列车正式退役，彻底告别历史舞台。之后部分列车亦报废拆解。

## 技术特点

### 总体结构

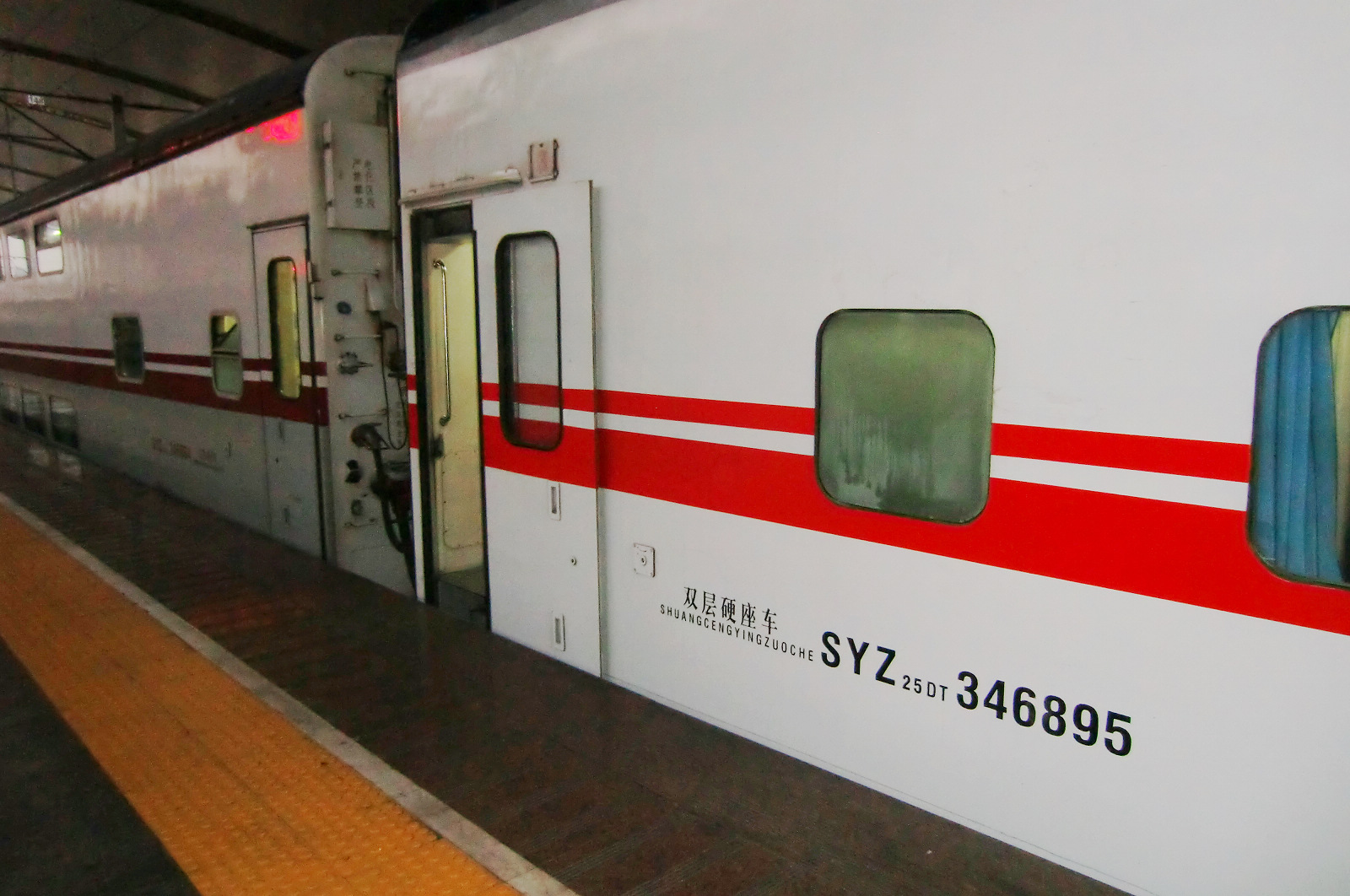
25DT型双层硬座车

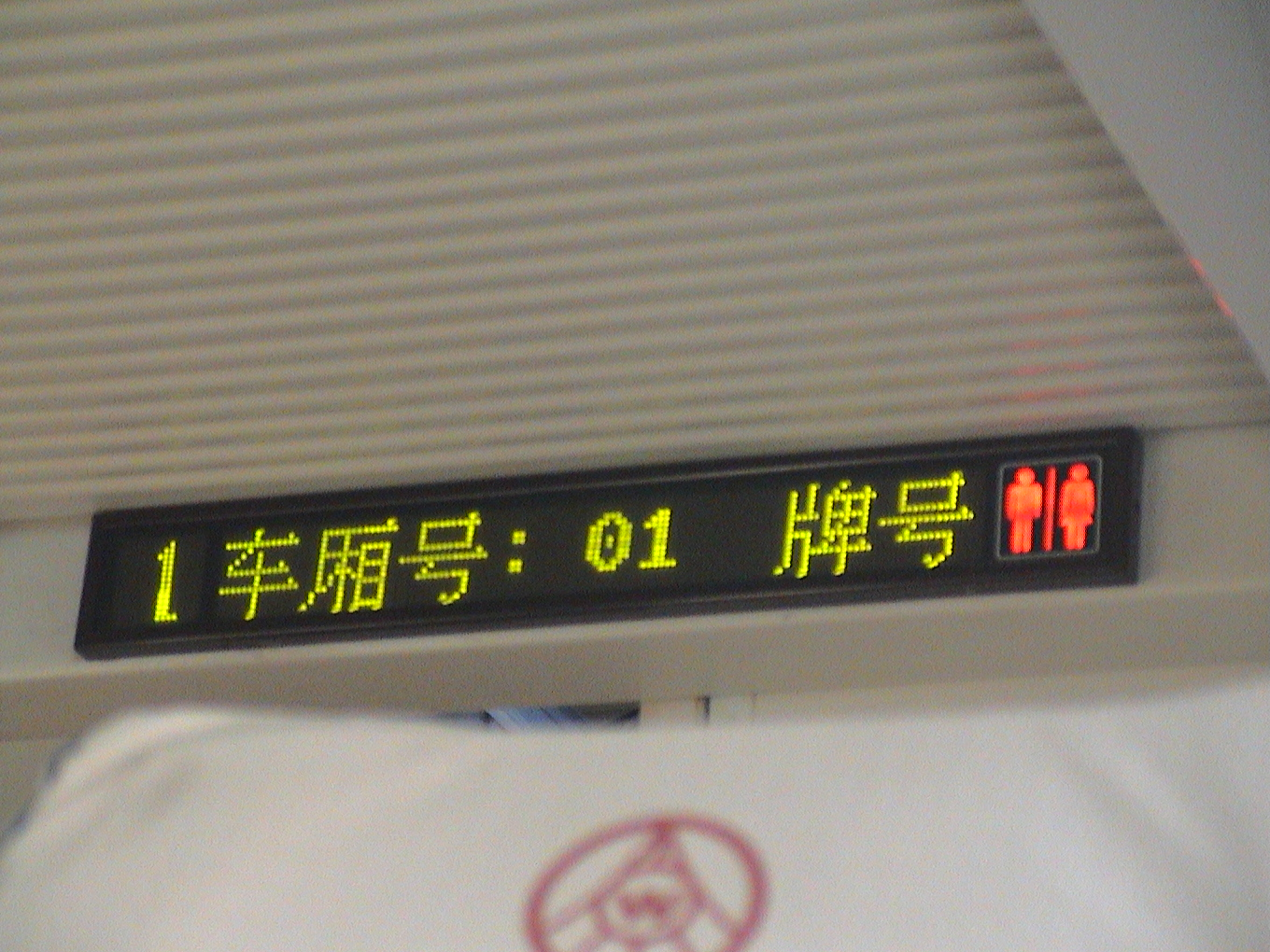
车厢内的信息显示屏

“神州”号柴油动车组为动力集中方式的推挽式列车组，采用“二动十拖”的12辆编组，由2辆动力车、10辆双层客车拖车组成。动力车处于列车的首尾部，以推挽方式牵引列车运行。列车也可以根据实际运用情况，适当增加或减少拖车数量。动力车为一台六轴Co-Co轴式的柴油机车，采用单端司机室、内走廊式侧壁承载全焊接钢结构车体，采用了流线型车头以减少高速运行时的空气阻力，机车车体由前到后分别为司机室、电气室、传动室、动力室、冷却室。电气室内设有电气柜、微机控制柜等设备。传动室内设有主硅整流柜、起动发电机、励磁整流柜、牵引电机通风机等设备；动力室安装了一套柴油发电机组，以及空气滤清器、燃油输送泵、燃油滤清器、膨胀水箱等辅助设备。冷却室设有油水系统冷却装置、静液压变速箱、制动电阻柜、列车供电整流柜、牵引电动机通风机、空气压缩机等。车底两台转向架之间装有燃油箱、总风格、蓄电池组。
中间拖车为25DT型双层客车，车体钢结构为鱼腹形整体承载全钢焊接无中梁筒型结构。每组“二动十拖”编组列车之中包括有1辆双层软座车、9辆双层硬座车（其中1辆带有播音室、1辆带有列车长座席、3辆带有小卖部），软座车采用“2+2”座席布置，硬座车采用“3+2”座席布置，每节车厢均设有配电室、乘务员室、电茶炉和蓄电池室各1个，蹲式便器（或坐式马桶）厕所和敞开式洗脸间各2个。车辆采用了电控气动塞拉门、真空集便装置、全球卫星定位系统。各车厢之间采用密接式车钩和折棚风挡连接。

### 动力系统
每台动力车装用一台16V240ZJE型柴油机，属于240/275系列柴油机的系列产品之一，是在东风4C型、东风4D型柴油机车所使用的16V240ZJC、16V240ZJD型柴油机基础上，通过与英国里卡多公司的技术合作开发而成高强化大功率柴油机。该型柴油机为16气缸、四冲程、废气涡轮增压的V型中速柴油机，气缸直径240毫米，活塞行程275毫米，主要特点为采用燃油电子喷射系统、铸焊组合结构机体、低合金球铁铸造曲轴，标定功率为3680千瓦，装车运用功率为3310千瓦。
主传动系统为交—直流电传动，柴油机直接驱动同步主牵引发电机发出三相交流电，经整流器整流成直流电后向6台并联的直流牵引电动机供电。动力车采用兼具列车供电功能的JF214型同步主副交流发电机，其中主发电机用于牵引，副发电机输出经整流后向客车供应600伏直流电，最大输出为2×430千伏安，经由每节车厢设置的逆变器，将600伏直流电逆变为两路380伏交流电源，可为空调、电热、电茶炉以及照明等电器设备提供电源。牵引电动机为ZD106A型直流牵引电动机，是由东风11型机车所使用的ZD106型牵引电机改进而成，功率由530千瓦提高到600千瓦。动力车还装有电阻制动装置，制动功率为2×2800千瓦。辅助传动装置与东风4D型机车基本相同。

### 控制系统
“神州”号柴油动车组的微机控制系统采用了大连机车车辆厂研发的ADLC（Advanced Diesel Locomotive Controller）多功能微机控制系统，是在以往的EXP、DLC车载微机系统基础上改进而成。该系统以英特尔80C196微处理器为核心，具有列车牵引、制动控制、恒功励磁控制、磁场削弱控制、防空转防滑行控制、列车供电控制、故障诊断和保护控制、重联通信控制等功能。ADLC控制系统配置了2套互为备份的“LonWorks”网络通信系统，用于首尾动力车的重联控制指令、监控数据的实时传输，列车总线为屏蔽双绞线。

### 转向架
动力车走行部为两台可互换的三轴转向架，其结构与东风4D准高速客运机车转向架基本相同。一系悬挂采用独立轴箱拉杆定位圆弹簧加液压减震器，二系悬挂采用高柔圆弹簧并配有垂向减振器、横向减振器和抗蛇行减振器的组合，牵引力或制动力通过转向架与车体底架间的低位平行四杆牵引机构传递。牵引电动机采用了双侧六连杆轮对空心轴式全悬挂安装方式，减少了每轴簧下重量和轮轨作用力。转向架固定轴距为2×2000毫米，以提高高速运行时的稳定性。基础制动装置采用带闸瓦间隙自动调整器的单元制动装置（包括弹簧停车装置）和粉末冶金闸瓦。
双层客车采用CW-200（长客厂）或SW-200（四方厂）高速转向架。CW-200型转向架是由长春客车厂以250公里/小时高速试验转向架为基础研制而成的无摇枕、无摇动台结构高速转向架，采用“H”型钢板焊接构架、无磨耗转臂式轴箱定位装置；一系悬挂为轴箱螺旋弹簧加垂向油压减震器，中央悬挂采用空气弹簧，车体与转向架构架之间并设有横向减震器、横向缓冲器、抗侧滚扭杆、抗蛇行油压减振器；基础制动装置为轴盘制动，每轴装有三块制动盘。SW-200型转向架是由四方机车车辆厂以SW-160型转向架为基础改进而成的有摇枕、无摇动台结构高速转向架，采用“U”型侧梁的焊接结构构架、无磨耗转臂式轴箱定位装置；一系悬挂为轴箱螺旋弹簧加垂向油压减震器，中央悬挂采用无摇动台结构的空气弹簧，车体通过摇枕坐落在空气弹簧上；设有中心销牵引装置和纵向牵引拉杆；车体与转向架构架之间并设有横向减震器、横向缓冲器、抗蛇行油压减振器；基础制动装置为轴盘制动，每轴装有三块制动盘。

## 外部連結
- 中国北车股份有限公司：NZJ2型“神州”号双层内燃动车组